# Istituto politecnico nazionale
L'Istituto politecnico nazionale (in spagnolo: Instituto politécnico nacional,  IPN, o semplicemente Politécnico) è un'università pubblica messicana dedicata alla ricerca e istruzione, fondata a Città del Messico nel 1936 durante l'amministrazione del presidente Lázaro Cárdenas del Río.
L'istituto è stato fondato per fornire formazione professionale alla popolazione delle classi meno protette in quel periodo storico, e per essere un impulso allo sviluppo industriale ed economico del Messico.
L'IPN è una delle più prestigiose e importanti istituzioni di istruzione del Messico, con una popolazione studentesca (nel 2009) di oltre 150.000 studenti in 271 corsi di studio. divisi in 81 unità accademiche.